# 諾布諾斯特 (密蘇里州)
諾布諾斯特（英語：Knob Noster）是位於美國密蘇里州約翰遜縣的城市。

## 人口
根據2020年美國人口普查的數據，諾布諾斯特的面積為7.53平方千米，當中陸地面積為7.46平方千米，而水域面積為0.06平方千米。當地共有人口2782人，而人口密度為每平方千米369人。